# Michael Boatman
Michael Patrick Boatman (Colorado Springs, 25 oktober 1964) is een Amerikaans acteur en auteur.

## Biografie
Boatman werd geboren in Colorado Springs, maar groeide op in Chicago. Boatman heeft gestudeerd aan de Western Illinois University in Macomb (Illinois) waar hij een theateropleiding volgde. Hier speelde hij ook in lokale theaters en behaalde hij in 1986 zijn bachelor of arts.
Boatman begon in 1987 met acteren in de film Hamburger Hill. Hierna heeft hij nog meerdere rollen gespeeld in films en televisieseries. Hij is voornamelijk bekend van zijn rol als Carter Haywood in de televisieserie Spin City waar hij in honderdvijfenveertig afleveringen speelde (1996-2002).
Boatman is ook actief als schrijver. Hij schrijft voornamelijk horrorverhalen, en dan met extreem bloedvergieten, geweld en een raar gevoel van humor. Zijn eerste boek met korte verhalen verscheen in 2007 met de naam God Laughs When You Die. In 2009 kwam zijn tweede boek uit met de naam The Revenant Road.
Boatman is sinds 28 november 1992 getrouwd en heeft hieruit vier kinderen.

## Filmografie[1]

### Films
Uitgezonderd korte films.
- 2023 The Shade - als dr. Huston
- 2018 Second Act - als Edward Taylor
- 2017 Like.Share.Follow. - als Norman
- 2017 Anything - als Charles
- 2012 Bad Parents – als Gary
- 2012 Hornet's Nest – als Richard Panessa
- 2012 The Smart One – als Tom Holiday
- 2011 The Pool Boys – als Donovan Tucker
- 2011 Queen of Media – als Robert
- 2011 The Doctor – als dr. Robert Brody
- 2010 Philadelphia: The Great Experiment – als verteller
- 2010 Three Chris's – als Walter Wayne
- 2009 The Killing of Wendy – als rechercheur Blake
- 2009 My Father's Will – als Lorence
- 2007 And Then Came Love – Ted
- 2007 Traveling in Packs – als Bob
- 2007 Frangela – als Adam
- 2006 Kalamazoo? – als Angel Albert
- 2005 Once Upon a Mattress – als de Jester
- 2005 Play Dates – als Steward
- 2004 Woman Thou Art Loosed – als Todd
- 2004 Educating Lewis – als Joe
- 1998 Walking to the Waterline – als Marshall de verhuizer
- 1997 The Peacemaker – als CPN Beach
- 1994 The Glass Shield – als hulpsheriff J.J. Johnson
- 1994 Naked Gun 33⅓: The Final Insult – als verpleger
- 1993 House of Secrets – als sergeant Joe DuBois
- 1992 In the Line of Duty: Street War – als Robert Dayton
- 1992 Unbecoming Age – als Robert
- 1991 Fourth Story – als sergeant Teal
- 1990 Donor – als Arnold
- 1988 Running on Empty – als Spaulding
- 1987 Hamburger Hill – als Ray Motown

### Televisieseries
Uitgezonderd eenmalige gastrollen.
- 2017 - 2022 The Good Fight - als Julius Cain - 50 afl.
- 2017 The Other F Word - als David Michaelson - 4 afl.
- 2016 - 2017 Madam Secretary - als FBI directeur Keith Doherty - 6 afl.
- 2013 - 2015 Instant Mom - als Charlie Phillips - 65 afl.
- 2009 – 2015 The Good Wife – als Julius Cain – 18 afl.
- 2012 - 2014 Anger Management – als Michael – 34 afl.
- 2013 - 2014 Philadelphia: The Great Experiment - als stem - 5 afl.
- 2011 Gossip Girl – als Russell Thorpe – 8 afl.
- 2003 – 2011 Law & Order: Special Victims Unit – als Dave Seaver – 7 afl.
- 2009 Sherri – als Dr. Randolph Gregg – 8 afl.
- 2009 The Game – als Chauncey – 3 afl.
- 2003 – 2007 Law & Order – als Dave Seaver – 2 afl.
- 2003 Less Than Perfect – als Ted Elliot – 2 afl.
- 1996 – 2002 Arli$$ – als Stanley Babson – 32 afl.
- 1996 – 2002 Spin City – als Carter Haywood – als 145 afl.
- 1995 Muscle – als Garnet Hines – 13 afl.
- 1992 – 1993 The Jackie Thomas Show – als Grant Watson – 18 afl.
- 1988 – 1991 China Beach – als Samuel Beckett – 61 afl.